# سيانات

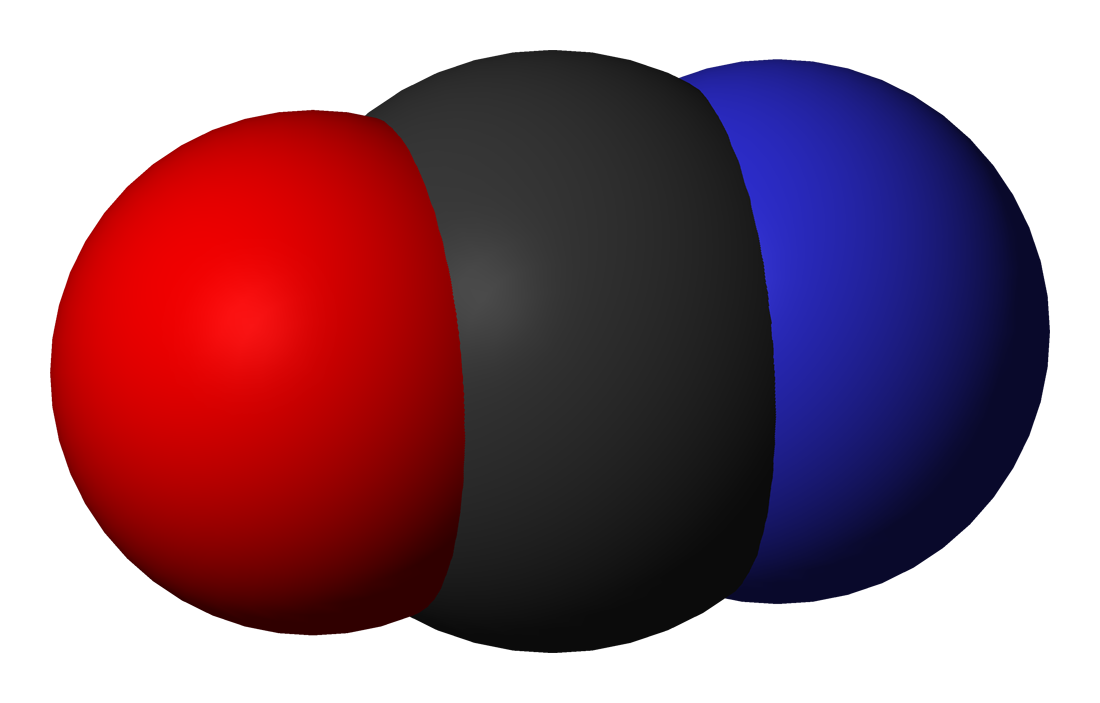
نموذج فراغي لشاردة السيانات

شاردة السيانات عبارة عن شاردة سالبة (شرسبة) (أيون سالب) تتألف من ذرة أكسجين واحدة، ذرة كربون واحدة، وذرة نيتروجين واحدة، وذلك على الترتيب المذكور -OCN ، وتحمل شحنة كهربائية سالبة مقدارها -1 ، تكون غالباً على ذرة النيتروجين.

## البنية
تعود ثباتية شاردة السيانات إلى الطنين الكيميائي بين الشكلين التاليين
والتي يمكن تمثيلها بصيغة هجينة بينهما كالتالي
لشاردة السيانات بنية خطية شبيهة ببنية ثنائي أكسيد الكربون.